# Malthinus lasithiensis
Malthinus lasithiensis es una especie de coleóptero de la familia Cantharidae.

## Distribución geográfica
Habita en Creta.